# Родионовка (Акмолинская область)
Родио́новка (каз. Родионовка) — село в Атбасарском районе Акмолинской области Казахстана. Входит в состав Ярославского сельского округа. Код КАТО — 113867500.

## География
Село расположено на берегу реки Ишим, в центральной части района, на расстоянии примерно 17 километров (по прямой) к юго-востоку от административного центра района — города Атбасар, в 6 километрах к востоку от административного центра сельского округа — села Тимашевка.
Абсолютная высота — 275 метров над уровнем моря.
Ближайшие населённые пункты: село Калиновка — на востоке, село Тимашевка — на западе.

## Население
В 1989 году население села составляло 195 человек (из них немцы — 32 %, русские — 23 %, украинцы — 23 %).
В 1999 году население села составляло 638 человек (316 мужчин и 322 женщины). По данным переписи 2009 года, в селе проживало 96 человек (48 мужчин и 48 женщин).
| Численность населения | Численность населения | Численность населения |
| 1989                  | 1999                  | 2009                  |
| --------------------- | --------------------- | --------------------- |
| 195                   | ↗638                  | ↘96                   |

## Улицы
- ул. Ждановка
- ул. Сарыарка
- ул. Саябак
- ул. Школьная